# إسماعيل هرنانديز
إسماعيل هرنانديز (بالإسبانية: Ismael Hernández Deras)‏ هو سياسي مكسيكي، ولد في 20 فبراير 1964 في دورانجو في المكسيك. حزبياً، نشط في الحزب الثوري المؤسساتي. وقد انتخب عضو مجلس الشيوخ من المكسيك.